# Pole wyboru

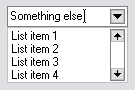
Przykładowe pole wyboru z rozwiniętymi podpowiedziami.

Pole wyboru (ang. combo box) – widżet GUI, który pozwala na  bezpośrednie wpisanie wartości w polu tekstowym lub wybranie jej z połączoną z polem listą. Lista może mieć formę listy rozwijanej lub pola listy.
W zależności od konfiguracji pozwala się na:
- wpisanie tylko wartości z listy (wpisywanie działanie wówczas jak filtr do listy rozwijalnej),
- wpisanie dowolnej wartości (lista służy wówczas tylko za podpowiedzi),
- wpisanie paru wartości (w wypadku połączenia z polem listy).

Zasady zaznaczania wartości są zależne od tego, czy użyta jest lista rozwijalna, czy pole listy.